# El Franco (lugar)
El Franco es un lugar perteneciente a la parroquia de Valdepares, en el concejo de El Franco, comarca de Eo-Navia, Principado de Asturias, España.